# Byšiv (Kyjevská oblast)
Byšiv (ukrajinsky Бишів, rusky Бышев) je obec v Fastivském rajónu v Kyjevské oblasti na Ukrajině a je sídlem Byšivské vesnické komunity, jedné z hromad Ukrajiny. Centrum obce se nachází přibližně 25 km od města Fastiv a sídla Makariv na řece Lupa. Žije zde přibližně 2 900 obyvatel.

## Historie
Obec byla založena v roce 1509 a vlastnily ji rodiny Položští a Charlęscové. Od 16. století zde také stál hrad.
Mezi lety 1929 a 1959 byla vesnice sídlem Byšivského rajónu, který byl poté sloučen s Makarivským rajónem. 18. července 2020 byl Makarivský rajón zrušen v rámci administrativní reformy Ukrajiny, která snížila počet rajónů Kyjevské oblasti na sedm. Území Makarivského rajónu bylo rozděleno mezi dva rajóny a to Buča a Fastiv, kdy vesnice se stala součástí Fastivského rajónu.
3. března 2022 byl Byšiv ostřelován ruskou armádou, což mělo za následek smrt jedné osoby a zranění čtyř dalších.

## Demografie
Rodný jazyk od ukrajinského sčítání lidu v roce 2001 :
- ukrajinština 96,55 %
- ruština 2,96 %
- ostatní 0,17 %